# Fehlerschranke
Fehlerschranken, auch Fehlergrenzen genannt, finden in der Fehlerrechnung, in der Messtechnik sowie in der Numerik Verwendung. Eine Fehlerschranke wird mit dem griechischen Buchstaben {\displaystyle \epsilon } (Epsilon) angegeben und definiert eine vereinbarte oder garantierte, zugelassene äußerste Abweichung von einem Sollwert. Eine Fehlerschranke kann mit einem Toleranzwert gleichgesetzt werden.

## Definition
Sei {\displaystyle x} ein exakter Wert (Sollwert) und {\displaystyle {\tilde {x}}} ein Näherungswert des exakten Wertes, so dass {\displaystyle {\tilde {x}}\approx x}:
{\displaystyle \Delta _{x}={\tilde {x}}-x} heißt absoluter Fehler.
{\displaystyle \delta _{x}={\frac {\Delta _{x}}{x}}} heißt im Falle {\displaystyle x\neq 0} relativer Fehler.
Wenn {\displaystyle |\Delta _{x}|\leq \epsilon } ist, so heißt {\displaystyle \epsilon } absolute Fehlerschranke.
Wenn {\displaystyle {\frac {\epsilon }{\mid x\mid }}\leq \rho } gilt, so heißt {\displaystyle \rho } relative Fehlerschranke.

### Bemerkungen
1. Im Allgemeinen ist der wahre Wert nicht bekannt, sondern nur der Näherungswert, welcher z. B. in der Messtechnik durch eine Messung gewonnen wird.
2. Die relative Fehlerschranke ist dimensionslos, d. h. sie kann der Einheit 1 zugeordnet werden und wird oft in Prozent ausgedrückt. Wenn zum Beispiel der Messwert einer Messung nur um 1 % vom wahren Wert abweichen darf, so ist {\displaystyle \rho =0{,}01}.
3. In der Literatur taucht teilweise zusätzlich der Begriff wahrer Fehler auf, der (mit den oben verwendeten Variablen) als {\textstyle x-{\tilde {x}}} definiert wird und somit das umgekehrte Vorzeichen des oben erklärten absoluten Fehlers {\textstyle \Delta _{x}} hat. In solchen Fällen wird der Betrag des wahren Fehlers, also {\textstyle |x-{\tilde {x}}|}, als absoluter Fehler bezeichnet. Entsprechend ist der relative Fehler der Betrag des oben erklärten relativen Fehlers, d. h. mit unseren Variablen {\textstyle \delta _{x}=|{\frac {x-{\tilde {x}}}{x}}|}.[2] Ein Vorteil der oben verwendeten Definition liegt darin, dass {\textstyle \Delta _{x}>0} sowie {\textstyle \delta _{x}>0} genau dann gilt, wenn {\textstyle {\tilde {x}}>x} (d. h. genäherter Wert ist größer als der exakte Wert).

Dem Begriff Fehlerschranke entsprechend, aber durch Normung abgestützt sind die Begriffe
- in der Messtechnik: „Fehlergrenze“[3] und in einer neueren Norm „Grenzabweichung“[4]
- in Qualitätsmanagement und Statistik: „Abweichungsgrenzbetrag“.[5]

## Anwendung

### Messtechnik
Die Fehlergrenze ist in der Messtechnik von größter Bedeutung. Es ist nicht möglich, eine hundertprozentig genaue Messung durchzuführen. Eine Messung ist grundsätzlich mit einer Messabweichung (früherer Begriff: Messfehler) behaftet. Die Grenzabweichung gibt hier die bei den gegebenen Möglichkeiten zu tolerierende Messabweichung an.

### Numerik
Beim Rechnen mit Gleitkommazahlen treten unweigerlich Rundungsfehler auf, da die Anzahl der Stellen (Größe der Mantisse) begrenzt ist. Müssen im Rahmen eines Algorithmus oder einer Rechenvorschrift zwei Gleitkommazahlen miteinander verglichen werden, so sollte die Fehlerschranke bei dem Vergleich berücksichtigt werden. Insbesondere bei numerischen Verfahren, die gegen einen bestimmten Wert konvergieren, ist die Verwendung einer Fehlerschranke unabdingbar, da aufgrund der begrenzten Anzahl von Stellen einer Gleitkommazahl der Wert in der Regel nie den Sollwert exakt erreichen wird.

## Belege
1. ↑  Bronstein-Semendjajew, Taschenbuch der Mathematik, 19. Aufl. 1979, S. 151.
2. ↑  Gisela Engeln-Müllges, Fritz Reutter: Formelsammlung zur Numerischen Mathematik mit Standard-FORTRAN-77-Programmen. 5. Auflage. Bibliographisches Institut, Zürich 1986, ISBN 3-411-03125-5, S. 1.
3. ↑  DIN 1319-1:1995-01 Grundlagen der Messtechnik – Grundbegriffe
4. ↑  DIN EN 60751:2009-05 Industrielle Platin-Widerstandsthermometer und Platin-Temperatursensoren
5. ↑  DIN 55350-12:1989:03 Begriffe der Qualitätssicherung und Statistik – Merkmalsbezogene Begriffe